# René Picamal i Coma
René Picamal i Coma (Perpinyà, Rosselló, 8 de juliol de 1961) és un intèrpret de fiscorn a la cobla Mil·lenària de la Catalunya Nord i compositor de sardanes.
Als 14 anys s'inicià en la interpretació de guitarra. L'any 1991, es decidí per començar els estudis de la sardana, la música i la cobla. Va començar aprenent el trombó a l'escola de música de Ceret i al conservatori de música de Perpinyà. La seva faceta de compositor autodidacta ha estat prolífica, amb una producció d'una trentena de sardanes.
René Picamal també treballa com a professor de tecnologia per a sisè i cinquè de primària, a la Institution Saint-Louis-de-Gonzague.